# Норсенг, Адольф
Адольф Норсенг (норв. Adolf D. Norseng, 12 марта 1867, Хамар – 27 октября 1931) – норвежский конькобежец. Участник неофициального первенства мира 1890 и неофициального чемпионата Европы 1891 по конькобежному спорту.
В 1890 году он стал чемпионом России на дистанции 3 версты (3180 метров), так как на первые российские чемпионаты приглашались и иностранные конькобежцы. Норсенг в истории российского конькобежного спорта так и остался единственным иностранным чемпионом России.
За свою спортивную карьеру Норсенг установил в 1888 году один мировой рекорд на дистанции 3000 метров – 5.53,0.

## Рекорды мира
| дата            | дистанция   | рекорд | город |
| --------------- | ----------- | ------ | ----- |
| 12 февраля 1888 | 3000 метров | 5.53,0 | Хамар |

## Достижения
| турнир                                        | дата                | город     | 1/3 мили | 1/2 мили                 | 1 миля     | 2 мили     | 3 мили      | 5 миль      | 3 версты (3180 м) | место |
| --------------------------------------------- | ------------------- | --------- | -------- | ------------------------ | ---------- | ---------- | ----------- | ----------- | ----------------- | ----- |
| Чемпионат мира (неофициальный) — многоборье   | 3 – 4 января 1890   | Амстердам | –        | 1.22,4 (1/q), 1.24,6 (2) | 3.07,0 (2) | 6.25,0 (1) | –           | 16.48,4 (1) | –                 | (1)   |
| 2-й чемпионат России                          | 24 февраля 1890     | Москва    | –        | –                        | –          | –          | –           | –           | 6.31,7 (1)        | –     |
| Чемпионат Европы (неофициальный) – многоборье | 23 – 24 января 1891 | Гамбург   | 55,6 (2) | –                        | 2.59,8 (1) | –          | 12.12,6 (3) | –           | –                 | (1)   |